# Zvěstovita-(Fe)
La zvěstovita-(Fe) és un mineral de la classe dels sulfurs que pertany al subgrup de la zvěstovita, un grup de minerals que forma part del grup de la tetraedrita.

## Característiques
La zvěstovita-(Fe) és un sulfarsenit de fórmula química Ag₆(Ag₄Fe²⁺₂)As₄S₁₂S. Va ser aprovada com a espècie vàlida per l'Associació Mineralògica Internacional l'any 2022, i publicada en el mes de juny de 2024. Cristal·litza en el sistema isomètric.
L'exemplar que va servir per a determinar l'espècie, el que es coneix com a material tipus, es troba conservat a les col·leccions del Museu Mineralògic Fersmann, de l'Acadèmia de Ciències de Rússia, a Moscou (Rússia), amb el número de registre: 5919/1.

## Formació i jaciments
Va ser descoberta al jaciment d'argent, coure i cobalt d'Ulatayskoe, al districte d'Ovyursky (Tuvà, Rússia). Aquest indret és l'únic a tot el planeta on ha estat descrita aquesta espècie mineral.